# Stanley Cup 2013
La finale della Stanley Cup 2013 è una serie al meglio delle sette gare che ha determinato il campione della National Hockey League per la stagione 2012-13. Questa è la 120ª edizione della Stanley Cup. Al termine dei playoff i Boston Bruins, campioni della Eastern Conference, sfidarono i Chicago Blackhawks, vincitori della Western Conference. La serie iniziò il 12 giugno per poi concludersi eventualmente il 24 giugno. Il titolo della Stanley Cup fu vinto da parte dei Blackhawks per 4 a 2. I Blackhawks vinsero la loro quinta Stanley Cup, la prima dopo il successo nel 2010. L'attaccante di Chicago Patrick Kane fu premiato con il Conn Smythe Trophy come miglior giocatore dei playoff. Fu la prima serie valida per la Stanley Cup Final dal 1993 ad avere tre incontri conclusi all'overtime games, inclusa la quinta gara più lunga nella storia delle finali.
La serie finale iniziò più tardi rispetto alle altre stagioni per via del lockout che ha portato alla cancellazione della prima parte della stagione regolare. Per questo motivo in assenza di tempo prima del Draft 2013, programmato al termine del mese di giugno, fu cancellata la cerimonia di consegna dei premi individuali per essere sostituita da uno speciale televisivo di un'ora trasmesso il 15 giugno nel corso di Gara-2.
I Chicago Blackhawks conquistarono il fattore campo per tutta la durata dei playoff grazie alla conquista del Presidents' Trophy, premio per la miglior squadra della stagione regolare, il secondo titolo per la franchigia dopo quello ottenuto nel 1991. L'ultima finale disputata dalla vincitrice del Presidents' Trophy risale al 2011, quando i Vancouver Canucks furono sconfitti dai Boston Bruins, avversari due anni dopo proprio dei Blackhawks. Questa fu la prima finale di Stanley Cup che vide opporsi due delle franchigie Original Six dal 1979, la prima in assoluto fra Bruins e Blackhawks. L'ultimo incontro nei playoff fra le due squadre risale invece al 1978.

## Contendenti

### Boston Bruins
Per i Boston Bruins si tratta della diciannovesima apparizione alle finali della Stanley Cup, la prima dopo la conquista del sesto titolo nella loro storia ottenuto nelle finali del 2011.
Boston conclusero la stagione regolare accorciata per il lockout con 62 punti, chiudendo al secondo posto la Northeast Division e al quarto posto generale nella Eastern Conference. Nel corso della regular season i Bruins lottarono con i Montreal Canadiens testa a testa per vincere la division, tuttavia i Bruins persero la sfida decisiva con gli Ottawa Senators, gara rimandata a causa degli attacchi alla maratona di Boston. Nel primo turno dei playoff Boston riuscì a rimontare un passivo di 1–4 nel terzo periodo a Gara 7 per poi sconfiggere i Toronto Maple Leafs all'overtime. Successivamente i Bruins eliminarono 4-1 i New York Rangers e in finale di Conference sconfissero nettamente i Pittsburgh Penguins per 4-0.

### Chicago Blackhawks
Per i Chicago Blackhawks si tratta della dodicesima apparizione alle finali della Stanley Cup, la prima dopo la conquista del quarto titolo nella loro storia ottenuto nelle finali del 2010.
I Blackhawks iniziarono la stagione stabilendo un nuovo record NHL con il maggior numero di gare senza sconfitte nell'arco dei sessanta minuti a partire dall'inizio del campionato, arrivando ad una striscia di 24 incontri. Chicago perse infine la venticinquesima gara su 48 per 6-2 contro i Colorado Avalanche. Alla fine i Blackhawks chiusero la stagione con 77 punti vincendo il secondo Presidents' Trophy nella loro storia e il titolo della Central Division. Al primo turno dei playoff i Blackhawks superarono i Minnesota Wild per 4-1. Chicago successivamente dovette rimontare dallo svantaggio di 3-1 per superare nell'overtime di Gara 7 i Detroit Red Wings. Infine nella finale di Conference i Blackhawks sconfissero i detentori del titolo 2012, i Los Angeles Kings, sconfiggendoli per 4-1. Chicago vincendo la finale sarebbe l'ottava squadra a conquistare la doppietta Presidents' Trophy e Stanley Cup nella stessa stagione.

## Serie

### Gara 1
| Arbitri: | Chris Rooney Brad Watson |

|                                   |           |                                                  |
| Lucic 13:11, 20:51 Bergeron 46:09 | Marcatori | 23:08 Saad 48:00 Bolland 52:14 Oduya 112:08 Shaw |

### Gara 2
| Arbitri: | Dan O'Halloran Wes McCauley |

|                          |           |             |
| Kelly 34:58 Paille 73:48 | Marcatori | 11:22 Sharp |

### Gara 3
| Arbitri: | Chris Rooney Brad Watson |

|  |           |                             |
|  | Marcatori | 22:13 Paille 34:05 Bergeron |

### Gara 4
| Arbitri: | Dan O'Halloran Wes McCauley |

|                                                                              |           |                                                                |
| Handzuš 07:49 Toews 26:33 Kane 28:41 Krüger 35:32 Sharp 51:19 Seabrook 69:51 | Marcatori | 14:43 Peverley 34:43 Lucic 37:22, 42:05 Bergeron 52:14 Boychuk |

### Gara 5
| Arbitri: | Chris Rooney Brad Watson |

|             |           |                                 |
| Chára 43:40 | Marcatori | 17:27, 25:13 Kane 59:46 Bolland |

### Gara 6
| Arbitri: | Dan O'Halloran Wes McCauley |

|                                         |           |                         |
| Toews 24:24 Bickell 58:44 Bolland 59:01 | Marcatori | 07:19 Kelly 52:11 Lucic |

## Roster dei vincitori
| Vincitori della Stanley Cup 2013 Chicago Blackhawks | Portieri: Ray Emery, Corey Crawford Difensori: Duncan Keith (A), Niklas Hjalmarsson, Brent Seabrook, Nick Leddy, Sheldon Brookbank, Johnny Oduya, Michal Rozsíval Attaccanti: Patrick Sharp (A), Daniel Carcillo, Marcus Krüger, Jonathan Toews (C), Brandon Saad, Viktor Stålberg, Michal Handzuš, Ben Smith, Bryan Bickell, Dave Bolland, Brandon Bollig, Andrew Shaw, Michael Frolík, Marián Hossa, Patrick Kane Staff Tecnico: Joel Quenneville (Allenatore), Mike Kitchen (Ass. allenatore), Jamie Kompon (Ass. Allenatore) |